# 그린치 (2018년 영화)
《그린치》(영어: The Grinch)는 2018년 개봉한 크리스마스 코미디 애니메이션 영화이다. 스콧 모저와 얘로 체이니가 감독을, 마이클 리저와 토미 스워들로가 각본을 맡았다. 닥터 수스가 1957년에 펴낸 아동 문학 "How the Grinch Stole Christmas!"가 원작이다. 미국에서는 2018년 11월 9일에, 대한민국에서는 2018년 12월 19일에 개봉하였다.

## 줄거리
모두가 행복한 크리스마스를 참을 수 없는 그린치는 크리스마스를 훔치기 위해 산타가 되기로 결심한다. 그린치는 만능 집사 맥스, 덩치만 큰 소심 루돌프 프레드와 함께 슈퍼 배드한 크리스마스 훔치기 대작전에 돌입하는데...
슈퍼배드한 그린치 X 만능 집사 맥스 X 덩치만 큰 소심 루돌프 프레드!
크리스마스 훔치기 대작전이 시작된다!

## 목소리 출연
- 베네딕트 컴버배치 - 그린치 역
- 캐머런 실리 - 신디 루 후 역
- 러시다 존스 - 도나 후 역
- 키넌 톰프슨 - 미스터 브릭클바움 역
- 앤절라 랜즈베리 - 맥거클 시장 역
- 퍼렐 윌리엄스 - 해설 역
- 트리스턴 오헤어 - 그루퍼트 역
- 샘 라버니노 - 오지 역
- 러몬 해밀턴 - 액슬 역
- 스칼릿 에스테베즈 - 이지 역
- 빌 파머 - 샘 역

우리말 녹음
- 최한 - 그린치 역
- 최보배 - 신디 루 역
- 엄상현 - 해설 역
- 김지율
- 박요한
- 윤은서

## 기타
- 협력 제작: 로버트 테일러
- 홍보 제작: 덴쓰, 후지텔레비전네트워크

## 같이 보기
- 크리스마스 영화 목록